# Aklos
Aklos (ukránul: Уклин) falu Ukrajnában, Kárpátalján, a Munkácsi járásban.

## Fekvése
Szolyvától északra fekvő település.

## Története
A trianoni békeszerződés előtt Bereg vármegye Szolyvai járásához tartozott.
1910-ben 210 lakosából 4 magyar, 7 német, 199 ruszin lakosa volt. Ebből 2 római katolikus, 200 görögkatolikus, 7 izraelita volt.